# Tiffin (Iowa)
Tiffin – miasto w Stanach Zjednoczonych, we wschodniej części stanu Ohio Iowa, w hrabstwie Johnson. W 2000 roku liczyło 1010 mieszkańców.